# جاك هاسكيل
جاك هاسكيل (بالإنجليزية: Jack Haskell)‏ هو مقدم برامج إذاعية أمريكي، ولد في 1920 في آكرون في الولايات المتحدة، وتوفي في 26 سبتمبر 1998.

## وصلات خارجية
- جاك هاسكيل على موقع قاعدة بيانات برودواي على الإنترنت (الإنجليزية)